# Jöhstadt
Jöhstadt är en stad  i Landkreis Erzgebirgskreis i förbundslandet Sachsen i Tyskland. Staden har cirka 2 500 invånare.